# اوزرین
اوزرین (به آلمانی: Userin) یک شهر در آلمان است که در مکلنبورگیشه زنپلاته واقع شده‌است. اوزرین ۷۱۸ نفر جمعیت دارد.